# Compsa nebulosa
Compsa nebulosa är en skalbaggsart som beskrevs av Martins 1970. Compsa nebulosa ingår i släktet Compsa och familjen långhorningar. Inga underarter finns listade i Catalogue of Life.